# 新川優愛
新川 優愛（しんかわ ゆあ、1993年〈平成5年〉12月28日 - ）は、日本の女優、ファッションモデル、タレント、元グラビアアイドル。
埼玉県出身。劇団東俳所属。

## 略歴
幼い頃からテレビが好きで、「自分も出演したい」と思い続けていた。小学校6年時、父に「芸能界に入りたい」と話したところ「いいんじゃない」の一言であっさりと承諾してもらったという。その後、事務所に入所。
2008年2月3日、『長男の結婚』（テレビ朝日）でドラマ初出演。
2010年6月、『瞬 またたき』で映画初出演。2010年7月、ミスマガジン2010グランプリ受賞。
2011年8月、ファッション雑誌『Seventeen』（集英社）のオーディションで「ミスセブンティーン2011」に選ばれ、同誌専属モデルとなった。
2013年10月30日、『衝撃ゴウライガン!!』（テレビ東京）のエンディング挿入歌「de-light」（作詞：RYU-TOKU、作曲・編曲：柏原収史）で歌手デビュー。
2015年6月号を最後に『Seventeen』専属モデルを卒業。同年8月号から『non-no』（集英社）の専属モデルを務める。
2018年4月スタートの『いつまでも白い羽根』（東海テレビ・フジテレビ系）でドラマ初主演。
2021年6月号を最後に『non-no』専属モデルを卒業。

### 私生活
2019年8月9日、一般男性との結婚を発表。同月11日に単独で会見を行い、結婚相手は仕事の現場で出会った9歳年上のロケバスの運転手であることを明かした。会見の数日後に婚姻届を提出したという。
2022年11月17日、第1子妊娠を所属事務所を通じて発表した。
2023年5月10日、スタッフのTwitter（現・X）を通じて、第1子出産を報告した。

## 人物
愛称は、ゆあ、左利き、一人っ子。性格は単純でいじられやすい。見かけによらず大食。
劇場に頻繁に足を運ぶほどのお笑いファンで、若手コンビに精通。NON STYLEの井上裕介やチーモンチョーチュウのファン。
憧れの女優は天海祐希。親友は筧美和子で、「会い過ぎてて彼氏もできない」と語るほど親密だった。但し、彼氏の存在については後の結婚会見で「今日こうして説明していると（恋愛について）うそばかりついていたなって……。“うそつき婚”ですかね」とコメントした。
高校生の頃は介護系（リハビリ等）の仕事に興味があり、そのために勉強もしていたという。体操男子日本代表の加藤凌平とは、埼玉栄高等学校の同級生である。
埼玉西武ライオンズのファンであり、2022年には「ライオンズ獅子女デー」のアンバサダーに就任し、新川がプロデュースした獅子女ユニフォームが配布される他、新川がプロデュースしたグルメやグッズが発売された。
趣味
ゲーム、食べること。読書、ホラー映画が大好き。
特技
書道、バドミントン、バレーボール、短距離走。書道は4段。

## 作品

### シングル
- de-light（2013年10月30日、AVCD-48783/5） - EAN 4988064487837。

### 映像作品
- ミスマガジン2010 新川優愛（2010年8月25日） - EAN 4988021154765。

## 出演

### 映画
- 瞬 またたき（2010年6月19日、SDP） - 桐野真希子（高校時代） 役[要出典]
- 行け!男子高校演劇部（2011年8月6日、ショウゲート） - 桂木舞 役[4]
- 今日、恋をはじめます（2012年12月8日、東宝） - 日比野さくら 役[4]
- アオハライド（2014年12月13日、東宝） - 村尾修子 役[35]
- 全員、片想い「嘘つきの恋」（2016年7月2日、東映） - 主演・麻菜 役[36][37]
- めがみさま（2017年6月10日、MMJ） - 主演・ラブ 役[注釈 1][38]
- センセイ君主（2018年8月1日、東宝） - 柴門秋香 役[39]
- 老後の資金がありません!（2021年10月30日[注釈 2]、東映） - 後藤まゆみ 役[41]
- 極主夫道 ザ・シネマ（2022年6月3日、ソニー・ピクチャーズエンタテインメント） - 佳純 役[42][43]

### テレビドラマ
- 長男の結婚〜花嫁はバツイチ!年上!子持ち!?〜（2008年2月3日、テレビ朝日） - 大山亜樹 役[4]
- 熱いぞ! 猫ヶ谷!!（2010年10月8日 - 12月24日、メ〜テレ） - 瀬崎晶 役[44]
- 明日の光をつかめ2（2011年7月4日 - 9月2日、東海テレビ） - 佐々木萌子 役[4]
  - 明日の光をつかめ-2013 夏-（2013年7月1日 - 8月30日）[45]
- 俺の空 刑事編 第5話（2011年11月13日、テレビ朝日） - 伊集院亜里沙 役[4]
- 都市伝説の女 第4話（2012年5月4日、テレビ朝日） - 戸山理紗 役[4]
- ATARU CASE06（2012年5月20日、TBS） - 拉致される女の子 役[4]
- パパドル! 第5話・第6話（2012年5月24日・31日、TBS） - チエミ 役[4]
- GTO（2012年7月3日 - 9月11日、関西テレビ） - 上原杏子 役[46]
  - 秋も鬼暴れスペシャル（2012年10月2日）[47]
  - 正月スペシャル!冬休みも熱血授業だ（2013年1月2日）[48]
  - 完結編〜さらば鬼塚!卒業スペシャル（2013年4月2日）[49]
- ひとりじゃない（2011年1月8日 - 2月6日、BSフジ） - 立花那美 役[4]
- 特命戦隊ゴーバスターズ Mission41（2012年12月2日、テレビ朝日） - 早乙女レイカ / 怪盗ピンクバスター 役[4]
- 35歳の高校生（2013年4月13日 - 6月22日、日本テレビ） - 工藤美月 役[4]
- ほんとにあった怖い話 夏の特別編2013「女子高大パニック」（2013年8月17日、フジテレビ） - 竹内ありさ 役[4]
- 衝撃ゴウライガン!!（2013年10月4日 - 12月27日 、テレビ東京） - 界ヒトミ 役[50]
- 人生ごっこ（2013年12月22日、フジテレビ） - 真子田サトミ 役[51]
- 夜のせんせい（2014年1月17日 - 3月21日、TBS） - 橘かえで 役[4]
- 刑事（2014年3月26日、テレビ東京） - 秋庭宮子 役[4]
- 水球ヤンキース（2014年7月12日 - 9月20日、フジテレビ） - 藤崎玲 役[4]
- 信濃のコロンボ事件ファイル2（2014年11月24日、TBS） - 野矢優子 / 天道タキ 役[4]
- 大江戸捜査網2015〜隠密同心、悪を斬る!（2015年1月2日、テレビ東京） - お結 役[4]
- 銭の戦争（2015年1月6日 - 3月17日、関西テレビ） - 円あかね 役[52]
- 結婚に一番近くて遠い女（2015年3月6日、日本テレビ） - 須藤ユリ 役[4]
- リスクの神様 第3話（2015年7月22日、フジテレビ） - 北条ちなみ 役[53]
- 恋仲（2015年7月20日 - 9月14日、フジテレビ） - 沢田一葉 役[54]
- 青春探偵ハルヤ〜大人の悪を許さない!〜（2015年10月15日 - 12月24日、読売テレビ） - 能見美羽 役[55]
- 小岩青春物語〜きみといた街角〜（2015年11月22日、日本テレビ『史上最大のさんま早押しトーク』内ドラマ） - 明石家さんまの恋人・あかね 役[56]
- お義父さんと呼ばせて（2016年1月19日 - 3月15日、関西テレビ） - 花澤真理乃 役[57]
- グ・ラ・メ!〜総理の料理番〜（2016年7月22日 - 9月9日、テレビ朝日） - 立花優子 役[58]
- IQ246〜華麗なる事件簿〜（2016年10月16日 - 12月18日、TBS） - 法門寺瞳 役[59]
- 櫻子さんの足下には死体が埋まっている（2017年4月23日 - 6月25日、フジテレビ） - 志倉愛理 役[60]
- 脳にスマホが埋められた!（2017年7月6日 - 9月14日、読売テレビ） - 石野柳子 役[61]
- 明日の約束（2017年10月17日 - 12月19日、関西テレビ） - 大宮奈緒 役[62]
- オトナの土ドラ「いつまでも白い羽根」（2018年4月7日 - 5月26日、東海テレビ） - ドラマ初主演・木崎瑠美 役[14]
- 星屑リベンジャーズ（2018年7月31日〈30日深夜〉 - 9月25日〈24日深夜〉、名古屋テレビ[注釈 3]） - 主演・楠本春 役[63]
- ブスだってI LOVE YOU（2018年12月28日〈27日深夜〉、テレビ朝日） - 主演・町田美里 役（尼神インター誠子とのダブル主演）[64]
- 大富豪同心（2019年5月10日 - 7月12日、NHK BSプレミアム / 10月5日 - 2020年1月11日、NHK総合） - 溝口美鈴 役[65]
  - 大富豪同心スペシャル（2024年12月〈予定〉、NHK BSプレミアム4K）[66]
- 連続ドラマW「悪党〜加害者追跡調査〜」（2019年5月12日 - 6月16日、WOWOW） - はるか 役[67]
- アロハ・ソムリエ 第2話・第4話（2019年12月28日〈27日深夜〉・30日〈29日深夜〉、フジテレビ） - 美和 役[68]
- ギルティ〜この恋は罪ですか?〜（2020年4月2日 - 8月6日、読売テレビ・日本テレビ系） - 主演・荻野爽 役[69]
- 金曜ロードSHOW!「映画公開記念!!今日から俺は!!スペシャル」（2020年7月17日、日本テレビ） - 奈美 役[70]
- 探偵・由利麟太郎 第1話（2020年6月16日、関西テレビ・フジテレビ） - 日下瑠璃子 役[71]
- さくらの親子丼 第3シリーズ（2020年10月17日 - 、東海テレビ・フジテレビ系） - 宮部雪乃 役[72]
- 作家刑事 毒島真理（2020年11月30日、テレビ東京） - 高千穂明日香 役[73]
- 全っっっっっ然知らない街を歩いてみたものの 第4話 山田編（2021年4月1日（3月31日深夜）、フジテレビ）  - 美咲 役[74]
- 華麗なる一族（2021年4月18日 - 、WOWOW） - 小森章子 役[75]
- 愛しい嘘～優しい闇～（2022年1月14日 - 、テレビ朝日） - 岩崎奈々江 役[76]
- 連続テレビ小説「カムカムエヴリバディ」 第71回 - （2022年2月10日 - 、NHK） - 藤井小夜子 役[77][78]
- 夜ドラ「カナカナ」（2022年5月16日 - 6月30日 、NHK） - 田所美咲 役[79]
- スターチャンネル オリジナルドラマプロジェクト「5つの歌詩（うた）」EPISODE 03『TRUE, BABY TRUE.』（2022年8月4日 スターチャンネルEX、9月10日 BS10スターチャンネル） - 主演・桜田美月 役
- 土ドラ「個人差あります」（2022年8月6日 - 9月24日、東海テレビ） - 磯森苑子 役
- さよならの向う側 第1話（2022年9月22日、日本テレビ） - 石橋恵 役[80]
- 95（2024年4月8日 - 6月10日、テレビ東京） - 殿内弥生 役[81]
- クラスメイトの女子、全員好きでした（2024年7月11日 - 9月12日、読売テレビ・日本テレビ） - 片山美晴 役[82]
- 五十嵐夫妻は偽装他人（2025年1月9日 - 3月27日、テレビ東京） - 主演・会沢真尋 役（塩野瑛久とのダブル主演）[83]
- 海老だって鯛が釣りたい（2025年7月3日 - 、中京テレビ・日本テレビ） - 沖田真美子 役[84]
- FOGDOG（2025年放送予定、読売テレビ）[85]

### 配信ドラマ
- SICK'S 〜内閣情報調査室特務事項専従係事件簿〜（Paravi） - 山城彩香 役
  - 恕乃抄（2018年4月 - 8月）[86]
  - 覇乃抄（2019年3月 - 5月）
  - 厩乃抄（2019年9月 - 11月）
- 星屑リベンジャーズ（2018年7月23日 - 9月24日、AbemaTV[注釈 3]） - 主演・楠本春 役

### 舞台
- アリスインデッドリースクール（2010年10月14日 - 17日、六行会ホール） - 百村信子 役[注釈 4]
- グリムの森（2011年4月23日、シネマート六本木） - 白雪姫 役[注釈 5]
- 鬼切姫-第二章-来るべき日（2013年11月13日 - 17日、伝承ホール） - 主演・神崎亜依 役[87]
- 法廷の銃声（2014年11月21日 - 24日・2018年5月25日 - 6月3日、シアター1010） - サラ・ジョンソン 役[4]
- TAKE FIVE2（2016年5月、赤坂ACTシアター） - 高城御影 役[88]

### バラエティ
- アカデミーナイト（2012年5月4日 - 2015年3月、TBS） - アシスタント[4]
- あしたのジョシ♥（2013年4月4日 - 6月、スカパー!アイドル専門チャンネルPigoo） - MC[4]
- BF会議（2014年9月30日 - 2015年3月30日、テレビ朝日） - MC[89]
- ESPRIT JAPON（2014年10月24日 - 、BSフジ） - 司会[90]
- 1個だけイエロー（2015年4月24日 - 2016年3月、メ〜テレ） - 女性MC〈初代〉[91]
- 王様のブランチ（2015年10月3日 - 2017年3月25日、TBS） - MC[2][92]
- ぐ〜たくさん（2024年10月6日 - 、中京テレビ） - ぐ〜たくさんファミリー

### その他のテレビ番組
- 開運音楽堂（2010年10月9日 - 2011年10月22日・2014年1月11日、TBS） - 第8代アシスタント[4]
- 世界に挑むニュージェネレーションズ〜究極タフなスポーツバトル最強決定戦〜（2016年7月23日） - MC[93]
- 宇宙の人気番組「新銀河紀行～驚異の地球文明～」（2019年12月19日、NHK総合） - 司会

### ウェブテレビ
- 安室奈美恵ファッション総選挙 FASHION MOVIE BEST 50（2018年9月9日、AbemaTV）[94]

### PV
- NERDHEAD「言葉にできないほど好きなのに feat.Mai.K」（2011年10月12日）[4]
- 音速ライン「逢いたい」（2012年10月24日）[注釈 6]
- 吉田山田「ごめん、やっぱ好きなんだ。」（2013年4月17日）[4]

### ファッションショー
- 東京ガールズコレクション
  - 東京ガールズコレクション2015 AUTUMN/WINTER（2015年9月27日、国立代々木競技場第一体育館）[95]
  - 東京ガールズコレクション2016 SPRING/SUMMER（2016年3月19日、国立代々木競技場第一体育館）[96]
  - 東京ガールズコレクション2016 AUTUMN/WINTER（2016年9月3日、さいたまスーパーアリーナ）[97]
  - TGC KITAKYUSHU 2016 by TOKYO GIRLS COLLECTION（2016年10月9日、北九州市・西日本総合展示場新館）[98]
  - 東京ガールズコレクション2017 SPRING/SUMMER（2017年3月25日、国立代々木競技場第一体育館）[99]
  - 東京ガールズコレクション2017 AUTUMN/WINTER（2017年9月2日、さいたまスーパーアリーナ）[100]
  - TGC HIROSHIMA 2017 by TOKYO GIRLS COLLECTION（2017年12月9日、広島グリーンアリーナ）[101]
  - 東京ガールズコレクション2018 SPRING/SUMMER（2018年3月31日、横浜アリーナ）[102]
  - TGC TOYAMA 2018 by TOKYO GIRLS COLLECTION（2018年7月21日、富山市総合体育館）[103]
  - 東京ガールズコレクション 2018 AUTUMN/WINTER（2018年9月1日、さいたまスーパーアリーナ）[104]
  - 東京ガールズコレクション 2019 SPRING/SUMMER（2019年3月30日、横浜アリーナ）[105]
  - TGC KUMAMOTO 2019 by TOKYO GIRLS COLLECTION（2019年4月20日、グランメッセ熊本）[106]
  - 東京ガールズコレクション 2019 AUTUMN/WINTER（2019年9月7日、さいたまスーパーアリーナ）[107]
  - TGC KITAKYUSHU 2019 by TOKYO GIRLS COLLECTION（2019年10月5日、西日本総合展示場新館）[108]
  - 第37回 マイナビ 東京ガールズコレクション 2023 AUTUMN／WINTER（2023年9月2日、さいたまスーパーアリーナ）[109]
  - 麻生専門学校グループ presents TGC KUMAMOTO 2024 by TOKYOGIRLS COLLECTION（2024年4月13日、グランメッセ熊本）[110]
- GirlsAward
  - GirlsAward 2014 AUTUMN/WINTER（2014年10月1日、国立代々木競技場第一体育館）[111]
  - GirlsAward 2015 SPRING/SUMMER（2015年4月29日、国立代々木競技場第一体育館）[112]
  - GirlsAward 2015 AUTUMN/WINTER（2015年10月24日、国立代々木競技場第一体育館）[113]
  - GirlsAward 2016 SPRING/SUMMER（2016年4月13日、国立代々木競技場第一体育館）[114]
  - GirlsAward 2016 AUTUMN/WINTER（2016年10月8日、国立代々木競技場第一体育館）[115]
  - GirlsAward 2017 SPRING/SUMMER（2017年5月3日、国立代々木競技場第一体育館）[116]
  - GirlsAward 2017 AUTUMN/WINTER（2017年9月16日、幕張メッセ）[117]
  - GirlsAward 2018 SPRING/SUMMER（2018年5月19日、幕張メッセ）[118]
  - GirlsAward 2018 AUTUMN/WINTER（2018年9月16日、幕張メッセ）[119]
  - GirlsAward 2019 SPRING/SUMMER（2019年5月18日、幕張メッセ）[120]
  - GirlsAward 2019 AUTUMN/WINTER（2019年9月28日、幕張メッセ）[121]
  - Tokyo Virtual Runway Live by GirlsAward vol.1（2020年6月27日、ABEMA独占生配信）[122]
- ミュゼプラチナム Presents SAPPORO COLLECTION 2023 AUTUMN／WINTER（2023年11月4日、北海きたえーる）[123]

### CM
- 大塚製薬 オロナミンCドリンク（2007年6月15日 - ）[要出典]
- アサヒフードアンドヘルスケア MINTIA（2010年3月 - 2011年3月） - ミンティアガールズ埼玉県代表[4]
- 劇団東俳 新人タレントオーディション（2010年8月25日 - ）[124]
- 講談社 週刊少年マガジン（2010年11月 - ）[要出典]
- リクルート タウンワーク（2014年1月 - ）[4]
- 山崎製パン まるごとバナナ（2014年11月 - ）[4]
- 政府広報 内閣官房「ゆう活」（2015年6月 - 9月）[125]
- ロート製薬 スキンアクア（2016年 - ）[126]
- ホーユー ビューティラボ ホイップヘアカラー（2016年2月 - ） - パッケージモデルも兼任[127]。
- ユニ・チャーム（2016年4月25日 - ）[128]
  - ソフィ エアfitスリム「空中歩行篇」
  - ソフィ 超熟睡極上フィット「卒業しよう篇」
- ケンタッキー「Krushers（クラッシャーズ）新フレーバー」（2016年7月1日 - ）[129]
- 洋服の青山 女性フレッシャーズ向け（2017年2月2日 - ）[130]
- 本田技研工業 Honda Cars「とことん話そう!～NEW FIT～」篇 「体験N-BOX」篇 他（2017年6月30日 - ）[131]
- ピップ「スリムウォーク」（2017年9月 - ）[132]
- ABCマート「Hawkins」スノーブーツ（2017年12月 - ）[133]
- ジャンボ宝くじ（2018年3月29日 - ）[134]
- コーセー「ファシオ」（2019年1月23日 - ）[135]
- 明星食品「麺神」（2020年10月7日 - ）[136]

### 広告
- Z会 東大マスターコース 通信教育パンフレット（2009年 - 2010年）[要出典]
- コージー本舗 アイトークイメージガール（2011年 - 2012年）[要出典]
- 桃谷順天館 明色化粧品「DETクリア」「オーガニックローズ」（2013年 - ）[137]
- Wscale カラーコンタクト LaPur イメージモデル（2015年12月 - ）[138]
- ダイソン「Airwrap」（2022年6月22日- ） - 「VOGUE JAPAN」WEBとのタイアップ[139]

### イベント
- Seventeen夏の学園祭
  - Seventeen夏の学園祭2011（2011年）[9]
  - Seventeen夏の学園祭2012（2012年）[140]
  - Seventeen夏の学園祭2013（2013年）[141]
  - Seventeen夏の学園祭2014（2014年）[142]
- メンズノンノフェス2016（2016年11月10日、Zeppダイバーシティ東京） - MC[143]

### 始球式
- 【パ・リーグ公式戦】　埼玉西武ライオンズ vs 東北楽天ゴールデンイーグルス 8回戦（2022年5月15日、ベルーナドーム）[144]
- 【日本生命セ・パ交流戦】 埼玉西武ライオンズ vs 広島東洋カープ 2回戦（2024年6月12日、ベルーナドーム）[145]

## 書籍

### 雑誌連載
- Seventeen（2011年9月1日 - 2015年5月1日、集英社） - 専属モデル[146]
- non-no（2015年6月20日 - 2021年4月20日、集英社） - 専属モデル[147][15]
  - 優愛イズム（2016年4月20日 - 2017年4月）[148]
  - 優愛のおしゃれ定番図鑑（2017年5月号 - 2018年4月号）
  - 優愛の気になる通信（2018年5月号 - ）
- LIONS MAGAZINE（2022年4月号 - 、埼玉西武ライオンズ） - コラム連載[149]

### 写真集
- yua friend（2016年11月2日、東京ニュース通信社）ISBN 978-4863366039[150]
- ATLAS（2018年3月24日、ワニブックス、撮影：遠藤優貴）ISBN 978-4847049972[151]

### 表紙
- 普通の恋がしたいんだっ!!（2012年3月23日、集英社）[4]
- 駅彼 -それでも、好き。-（2013年6月25日、集英社）[4]
- 駅彼 -もっと、きみを好きになる。-（2013年12月25日、集英社）[4]

### カレンダー
- 新川優愛2012カレンダー（2011年10月26日、TRY-X）[152]
- 新川優愛2013カレンダー（2012年10月31日、TRY-X）[153]
- 新川優愛2014カレンダー（2013年10月30日、TRY-X）[154]
- 新川優愛カレンダー2015（2014年11月10日、東京ニュース通信社）[155]
- 新川優愛カレンダー2016 壁掛け B2（2015年、TRY-X）[156]